# Nordisches Kammerorchester
Das Nordische Kammerorchester (schwedisch Nordiska Kammarorkestern) wurde 1990 gegründet. Das Kammerorchester aus Sundsvall in Nordschweden ist das jüngste professionelle Kammerorchester in Skandinavien.
Chefdirigent war bis 2010 Christian Lindberg. Danach arbeitete das Orchester mit dem Dirigenten Johannes Gustavsson und dem Geiger Gilles Apap zusammen. 2018 wurde Eva Ollikainen Chefdirigentin.